# Anxi, Chongqing
Anxi (kinesiska: 安溪) är en köping i sydvästra Kina. Den ligger i stadsdistriktet Tongliang i storstadsområdet Chongqing, omkring 51 kilometer väster om det centrala stadsdistriktet Yuzhong. Antalet invånare är 6 075. Befolkningen består av 3 061 kvinnor och 3 014 män. Barn under 15 år utgör 17,0 %, vuxna 15-64 år 63 %, och äldre över 65 år 19,0 %.